# 日立グループ
日立グループ（ひたちグループ、英語: Hitachi Group）は、日立製作所を中心とした企業グループ。

## 概要
日立製作所を中心として連結子会社496社、持分法適用関連会社267社（2023年3月時点）で、グループ全体の従業員数は約30万人である。日立製作所をはじめ、グループ主要上場企業は指名委員会等設置会社に移行している。グループのCMの「日立の樹」が有名である。グループ全体のコーポレート・ステートメントは「Inspire the Next」（インスパイアー・ザ・ネクスト）。

## グループ企業一覧
（）内は本社所在地である。また形態は特記なきものは全て株式会社である。

### あ行
- 朝霞・三園ユーティリティサービス（千代田区）
- エレケア（台東区）
- 沖縄日立（那覇市）
- 沖縄日立ネットワークシステムズ（那覇市）

### か行
- 関西日立（大阪市此花区）
- 関東エコリサイクル（栃木市）
- 関東日立（台東区）
- 九州日立（福岡市早良区）
- 九州日立システムズ（福岡市博多区）
- GlobalLogic Japan（千代田区）
- 神戸学校空調サービス（神戸市垂水区）

### さ行
- 四国日立（徳島市）
- 静岡日立（静岡市駿河区）

### た行
- 中国日立（安芸郡府中町）
- 東北日立（仙台市青葉区）

### な行
- 新潟日立（新潟市東区）
- ニコテクノス（さいたま市北区）
- 日和サービス（日立市）
- 日本スペースイメージング（東京都中央区）

### は行
- ハピネスプラネット（国分寺市）
- 北陸日立（富山市）
- 北海道日立（札幌市中央区）
- 北海道日立システムズ（札幌市中央区）

#### 日立〜
- 日立アイイーシステム（稲沢市）
- 日立アカデミー（台東区）
- 日立アプライアンステクノサービス（日立市）
- 日立ICTビジネスサービス（横浜市戸塚区）
- 日立アドバンストシステムズ（横浜市戸塚区）
- 日立アーバンサポート（千代田区）
- 日立茨城テクニカルサービス（日立市）
- 日立医薬情報ソリューションズ（千代田区）
- 日立インダストリアルプロダクツ（千代田区）
- 日立インフォメーションエンジニアリング（呉市）
- 日立HVDCテクノロジーズ（千代田区）
- 日立エナジー（スイス・チューリッヒ）
- 日立エナジージャパン（品川区）
- 日立エルジーデータストレージ（港区）
- 日立オートメーション（千代田区）
- 日立柏レイソル（柏市）
- 日立空調ソリューションズ（練馬区）
- 日立グローバルライフソリューションズ（港区）
- 日立ケーイーシステムズ（習志野市）
- 日立建設設計（千代田区）
- 日立交通テクノロジー（千代田区）
- 日立コンサルティング（千代田区）
- 日立産機システム（千代田区）
- 日立産機グリーンテック（習志野市）
- 日立産機テクノサービス（尼崎市）
- 日立産業制御ソリューションズ（日立市）
- 日立GEベルノバニュークリアエナジー（日立市）
- 日立システムズ（品川区）
  - 日立システムズエンジニアリングサービス（横浜市西区）
  - 日立システムズパワーサービス（江東区）
  - 日立システムズフィールドサービス（江東区）
- 日立社会情報サービス（横浜市西区）
- 日立情報通信エンジニアリング（横浜市西区）
- 日立製作所（日立市）
- 日立総合計画研究所（千代田区）
- 日立ソリューションズ（品川区）
  - 日立ソリューションズ・クリエイト（品川区）
  - 日立ソリューションズ西日本（広島市中区、福岡市早良区）
  - 日立ソリューションズ東日本（仙台市青葉区）
  - 日立ソリューションズ・テクノロジー（立川市）
- 日立ターミナルメカトロニクス (尾張旭市)
- 日立チャネルソリューションズ（品川区）
- 日立テクノロジーアンドサービス（土浦市）
- 日立デジタル・サービス・ジャパン（品川区）
- 日立投資顧問（台東区）
- 日立ドキュメントソリューションズ（千代田区）
- 日立ドキュメントプリンティング（千代田区）
- 日立ニコトランスミッション（さいたま市北区）
- 日立ハイシステム21（横浜市西区）
- 日立ハイテク（港区）
  - 日立ハイテクアナリシス（港区）
  - 日立ハイテク九州（大牟田市）
  - 日立ハイテクサポート（港区）
  - 日立ハイテクソリューションズ（中央区）
  - 日立ハイテクネクサス（港区）
  - 日立ハイテクフィールディング（新宿区）
  - 日立ハイテクマニファクチャ&サービス（ひたちなか市）
- 日立パブリックサービス（千代田区）
- 日立パワーソリューションズ（日立市）
- 日立ヴァンタラ（品川区）
- 日立ビルシステム（千代田区）
  - 日立ビルシステムエンジニアリング（東京都中央区）
  - 日立ビルシステムビジネスサポート（千代田区）
- 日立フーズ&ロジスティクスシステムズ（東京都中央区）
- 日立プラントコンストラクション（豊島区） 
  - 日立プラントサービス（豊島区）
  - 日立プラントメカニクス（千代田区）
- 日立保険サービス（千代田区）
- 日立マネジメントパートナー（千代田区）
- 日立ゆうあんどあい（横浜市戸塚区）
- 日立リアルエステートパートナーズ（千代田区）
  - 日立プロパティアンドサービス（千代田区）
- 公益財団法人日立財団

### ま行
- 三重日立（四日市市）

### や行
- ゆうばり麗水（夕張市）

## かつて日立グループに属していた会社
- 日立プロキュアメントサービス（千代田区）（現在はインフォシスのグループ会社、現・HIPUS）
- 東京証券代行（現在は三井住友トラストHDの傘下）
- 新明和工業（同社が自社株として取得）
- 堀場製作所（一時期資本・人事面で経営関与するも実質資本独立）
- 日東電工（不動産関連子会社を介して保有、同社が自社株として取得）
- 日立精機（後述の旧・日立ビアメカニクス及び前述の日立ビアエンジニアリングの前身、現在のDMG森精機〈旧・森精機製作所〉の一部門）
- カナデビア（旧・日立造船）
- 日立造船ハンドリングシステム（尾道市、現・ロジスネクストハンドリングシステム）
- ニデックアドバンスドモータ（旧・日本サーボ〈日本電産（現・ニデック）に株式売却〉）
- 大陽日酸東関東（旧・日立酸素〈大陽日酸が全株式取得〉）
- 東京モノレール（旧・日立運輸東京モノレール。現在はJR東日本の傘下。ただし、現在も日立は株式を所有している。）
- エルピーダメモリ（旧・NEC日立メモリ、現・マイクロンメモリジャパン）
- 日本コロムビア（旧・コロムビアミュージックエンタテインメント、新支配株主のフェイスの完全子会社化発表までは株式保有を継続していた）
- 日立ハウステック（現・ハウステック。ニューホライズン キャピタルに売却し、現在はヤマダホールディングスの傘下）
- 日立セミコンダクタ（チャータード・セミコンダクターに売却し、現在はGLOBALFOUNDRIESの傘下）
- 日京クリエイト（旧・日立京商、のちに日清医療食品の子会社となり、現在は一富士フードサービス。ただし現在も柏レイソルのフィールドスポンサーは継続）
- 三菱UFJインフォメーションテクノロジー（旧・UFJ日立システムズ）
- IPSアルファテクノロジ（茂原市、現在はパナソニックの子会社のパナソニック液晶ディスプレイ）
  - IPSアルファテクノロジ姫路（姫路市、同上）
- カシオ日立モバイルコミュニケーションズ（東大和市、後のNECモバイルコミュニケーションズ）
- クラリオンモバイルコム（渋谷区）（TDモバイルに売却後、同社へ吸収合併）
- ルネサス エレクトロニクス（千代田区）（三菱電機グループ及びNECグループに属す。ただし、現在も株式は保有している。）
- ルネサス イーストン（現・グローセル）（千代田区）（旧・イーストンエレクトロニクス）
- 日立グローバルストレージテクノロジーズ（現在のHGSTジャパン、関連会社の日立ストレージマニュファクチュアリングは日立グループである）
- マーレエレクトリックドライブズジャパン（沼津市）（旧・国産電機、現在は独・マーレグループの日本法人傘下）
- DACS（大阪市中央区、現在はNTTデータの傘下）
- 日立マクセル（現・マクセル）
  - 日立情映テック（現・マクセルフロンティア）
  - 日立マクセルエナジー（日立マクセルに吸収合併）
- ビアメカニクス（海老名市）（旧・日立ビアメカニクス。現在はロングリーチグループの傘下）
- バブコック日立（千代田区）（三菱日立パワーシステムズ（現・三菱パワー）の傘下となった後、同社へ吸収合併）
- バブ日立工業（呉市）（三菱日立パワーシステムズの傘下となった後、三菱日立パワーシステムズエンジニアリング（現・三菱重工パワーインダストリー）へ吸収合併）
- ナカヨ通信機（資本離脱後は自社株保有や安定株主対策等で対応）
- ディーエイチ・マテリアル（千代田区）（現在はDICの完全子会社、現・DICマテリアル）
- 日立機材（江東区）（マネジメント・バイアウトによりグループ離脱、現・センクシア）
- 日立工機（港区）（現在はコールバーグ・クラビス・ロバーツの傘下、現・工機ホールディングス）
  - 三京ダイヤモンド工業（海老名市）（同上）
  - 日立工機販売（大田区）（同上、現・工機販売）
  - 日立工機マニファクチャリング&サービス（ひたちなか市）（同上、現・工機ホールディングスマニファクチャリング&サービス）
- 日立セキュリティサービス（千代田区）（現在は綜合警備保障の子会社、現・ALSOK昇日セキュリティサービス）
- 北海日立電線機販（札幌市北区）（現在は山一ハガネの子会社、現・北海道機販）
- セイタン（南魚沼市、現在はシンニッタンの子会社）
- 日立電線ネットワークス（千代田区）（日立金属から分離・独立した通信機器の開発・製造会社APRESIA Systems株式会社（以下、アプレシア）の完全子会社。 アプレシアと共に日本みらいキャピタルの傘下となった後、現在はオリックスグループの傘下、現・エイチ・シー・ネットワークス）
- 日立電鉄（日立市）
  - 日立電鉄交通サービス（日立市、みちのりホールディングス傘下になった後茨城交通に吸収合併）
  - 日立電鉄タクシー（日立市、同上）
- 日立ライフ（日立市）
- 日立国際電気（千代田区、現在は日清紡ホールディングスの傘下の国際電気）
  - 日立国際ビジネス（千代田区）
  - 日立国際八木ソリューションズ（小平市、現・HYSエンジニアリングサービス）
- アラクサラネットワークス（川崎市幸区）
- TCM（品川区） 
  - TCMシステムエンジニアリング（大阪市西区）
  - TCM商事（近江八幡市）
  - TCMテクノ（守口市）
  - 南近畿TCM（堺市西区）
  - 北関東TCM（さいたま市桜区）
- 浪江日本ブレーキ（双葉郡浪江町）
- 東洋機械金属（明石市）
- 東洋機械エンジニアリング（明石市）
- MOLDINO（東京都墨田区、旧・日立ツール→三菱日立ツール。現在は三菱マテリアルの完全子会社。）
- 日立情報通信マニュファクチャリング（秦野市、現在はUMCエレクトロニクスの子会社、現・UMC・Hエレクトロニクス）
- 日本電解（筑西市）
- 日立化成（千代田区、現在は昭和電工→レゾナック・ホールディングスの子会社、現・レゾナック）
  - 日立化成商事（千代田区、現・新興商事）
  - 日立化成エレクトロニクス（筑西市、後の昭和電工マテリアルズ・エレクトロニクス）
  - 日立化成オートモーティブプロダクツ（田川市、現・レゾナック・オートモーティブプロダクツ）
  - 日立化成住電パワープロダクツ（日立市、現・HKSP）
  - 日立化成ダイアグノスティックス・システムズ（東京都中央区、現・ミナリスメディカル）
  - 日立化成テクノサービス（日立市、現・レゾナック・テクノサービス）
  - 日立化成デュポンマイクロシステムズ（文京区、現・HDマイクロシステムズ）
  - 日立化成電子材料九州（神埼郡吉野ヶ里町、現・レゾナック電子材料九州）
  - 日立化成ビジネスサービス（千代田区、現・レゾナック・ビジネスサービス）
  - 浪江日立化成工業（双葉郡浪江町、現・レゾナック・アプライドカーボン）
- 日立バッテリー販売サービス（荒川区、現・エナジーシステムサービスジャパン）
- 日立エーアイシー（真岡市、後のAAFC Energy Technology）
- 日本ブレーキ工業（八王子市）
- 日化トウチュウ（筑西市）
- 五井化成（市原市）
- 山岸エーアイシー（下伊那郡下條村）
- 日立金属（港区、現・プロテリアル）
  - 日立金属商事（現・プロテリアルトレーディング）
  - 日立金属ソリューションズ（現・プロテリアルソリューションズ）
- 日立物流（東京都中央区、現・ロジスティード、現在はコールバーグ・クラビス・ロバーツ傘下。）
  - 日立物流ソフトフェア（東京都中央区、現・ロジスティードソリューションズ）
  - バンテック（横浜市）
- 日立キャピタル（港区、三菱UFJリースに吸収合併。現・三菱HCキャピタル）
- 日立パワーデバイス（千代田区、現・ミネベアパワーデバイス）
- 日立Astemo （千代田区、現・Astemo。現在も株式は保有している。2023年10月16日、連結子会社から持分法適用会社へ移行[3]。）
  - Astemo秋田美郷（仙北郡美郷町）
  - Astemo厚木ブレーキシステムズ（厚木市）
  - Astemoアフターマーケットジャパン（江東区）
  - Astemo上田（上田市）
  - Astemo宇城（宇城市）
  - Astemo真田（上田市）
  - Astemo精工（秦野市）
  - Astemo仙台（仙台市青葉区）
  - Astemo那須（那須烏山市）
  - Astemoハイキャスト（北上市）
  - Astemo阪神（三田市）
  - Astemoビジネスソリューションズ（厚木市）
  - Astemo&ナガノ（東京都中央区）
  - Astemo電動機システムズ（ひたちなか市）
  - Astemo亘理（亘理郡亘理町）